# Habranthus catamarcensis
Habranthus catamarcensis är en amaryllisväxtart som beskrevs av Pierfelice Ravenna. Habranthus catamarcensis ingår i släktet Habranthus och familjen amaryllisväxter. Inga underarter finns listade i Catalogue of Life.